# طويقان زمردي
طويقان زمردي (الاسم العلمي:Aulacorhynchus prasinus) (بالإنجليزية: Emerald Toucanet)‏ هو نوع من الطيور يتبع جنس الطويقان الأخضر من الفصيلة الطوقانية.